# Kalamazoo (Virginie-Occidentale)
Pour les articles homonymes, voir Kalamazoo.
Kalamazoo est une zone non incorporée située dans le comté de Barbour, dans l’État de Virginie-Occidentale, aux États-Unis. Son bureau de poste est fermé.

## Source
- (en) Cet article est partiellement ou en totalité issu de l’article de Wikipédia en anglais intitulé « Kalamazoo, West Virginia » (voir la liste des auteurs).